# Liste der Gefäßpflanzen Deutschlands/R
- Radmelde, Besen- (Bassia scoparia) - Familie: Chenopodiaceae
- Radmelde, Sand- (Bassia laniflora) - Familie: Chenopodiaceae
- Ragwurz, Bienen- (Ophrys apifera) - Familie: Orchidaceae
- Ragwurz, Fliegen- (Ophrys insectifera) - Familie: Orchidaceae
- Ragwurz, Große Spinnen- (Ophrys sphegodes) - Familie:Orchidaceae
- Ragwurz, Hummel- (Ophrys holoserica) - Familie: Orchidaceae
- Ragwurz, Kleine Spinnen- (Ophrys araneola) - Familie:Orchidaceae
- Rainfarn (Tanacetum vulgare) - Familie: Asteraceae
- Rainkohl (Lapsana communis) - Familie: Asteraceae
- Rapsdotter, Ausdauernder (Rapistrum perenne) - Familie: Brassicaceae
- Rapsdotter, Runzeliger (Rapistrum rugosum) - Familie: Brassicaceae
- Rasenbinse (Trichophorum cespitosum) - Familie: Cyperaceae
  - Gewöhnliche Rasenbinse (Trichophorum cespitosum subsp. cespitosum)
  - Deutsche Rasenbinse (Trichophorum cespitosum subsp. germanicum)
- Rasenschmiele, Bodensee- (Deschampsia littoralis) - Familie:Poaceae
- Rasenschmiele, Elbe- (Deschampsia wibeliana) - Familie:Poaceae
- Raugras, Alpen- (Stipa calamagrostis) - Familie: Poaceae
- Raugras, Glänzendes (Stipa splendens) - Familie: Poaceae
- Rauke, Glanz- (Sisymbrium irio) - Familie: Brassicaceae
- Rauke, Loesels (Sisymbrium loeselii) - Familie: Brassicaceae
- Rauke, Niedrige (Sisymbrium supinum) - Familie: Brassicaceae
- Rauke, Orientalische (Sisymbrium orientale) - Familie: Brassicaceae
- Rauke, Österreichische (Sisymbrium austriacum) - Familie: Brassicaceae
- Rauke, Steife (Sisymbrium strictissimum) - Familie: Brassicaceae
- Rauke, Ungarische (Sisymbrium altissimum) - Familie: Brassicaceae
- Rauke, Weg- (Sisymbrium officinale) - Familie: Brassicaceae
- Rauke, Wolga- (Sisymbrium volgense) - Familie: Brassicaceae
- Rauschbeere (Vaccinium uliginosum) - Familie: Ericaceae
- Reiherschnabel, Dänischer (Erodium danicum) - Familie:Geraniaceae
- Reiherschnabel, Drüsiger (Erodium lebelii) - Familie:Geraniaceae
- Reiherschnabel, Dünen- (Erodium ballii) - Familie:Geraniaceae
- Reiherschnabel, Gewöhnlicher (Erodium cicutarium) - Familie:Geraniaceae
- Reisquecke (Leersia oryzoides) - Familie: Poaceae
- Reitgras, Buntes (Calamagrostis varia) - Familie: Poaceae
- Reitgras, Land- (Calamagrostis epigejos) - Familie: Poaceae
- Reitgras, Moor- (Calamagrostis stricta) - Familie: Poaceae
- Reitgras, Purpur- (Calamagrostis phragmitoides) - Familie:Poaceae
- Reitgras, Sächsisches (Calamagrostis pseudopurpurea) - Familie:Poaceae
- Reitgras, Sumpf- (Calamagrostis canescens) - Familie:Poaceae
- Reitgras, Ufer- (Calamagrostis pseudophragmites) - Familie: Poaceae
- Reitgras, Wald- (Calamagrostis arundinacea) - Familie: Poaceae
- Reitgras, Wolliges (Calamagrostis villosa) - Familie: Poaceae
- Riemenzunge, Bocks- (Himantoglossum hircinum) - Familie: Orchidaceae
- Ringelblume, Acker- (Calendula arvensis) - Familie: Asteraceae
- Rippenfarn (Blechnum spicant) - Familie: Blechnaceae
- Rippensame, Österreichischer (Pleurospermum austriacum) - Familie: Apiaceae
- Rispengras, Alpen- (Poa alpina) - Familie: Poaceae
- Rispengras, Badener (Poa badensis) - Familie:Poaceae
- Rispengras, Bastard- (Poa hybrida) - Familie: Poaceae
- Rispengras, Blaues (Poa glauca) - Familie:Poaceae
- Rispengras, Bläuliches Wiesen- (Poa humilis) - Familie:Poaceae
- Rispengras, Einjähriges (Poa annua) - Familie:Poaceae
- Rispengras, Gewöhnliches (Poa trivialis) - Familie: Poaceae
- Rispengras, Gewöhnliches Wiesen- (Poa pratensis) - Familie:Poaceae
- Rispengras, Hain- (Poa nemoralis) - Familie:Poaceae
- Rispengras, Kleines (Poa minor) - Familie: Poaceae
- Rispengras, Knolliges (Poa bulbosa) - Familie:Poaceae
- Rispengras, Läger- (Poa supina) - Familie:Poaceae
- Rispengras, Lockerblütiges (Poa remota) - Familie: Poaceae
- Rispengras, Mont-Cenis- (Poa cenisia) - Familie: Poaceae
- Rispengras, Schmalblättriges Wiesen- (Poa angustifolia) - Familie:Poaceae
- Rispengras, Sumpf- (Poa palustris) - Familie: Poaceae
- Rispengras, Wald- (Poa chaixii) - Familie: Poaceae
- Rispengras, Zusammengedrücktes (Poa compressa) - Familie: Poaceae
- Rittersporn, Acker- (Consolida regalis) - Familie: Ranunculaceae
- Rittersporn, Garten- (Consolida ajacis) - Familie: Ranunculaceae
- Rittersporn, Spanischer (Consolida hispanica) - Familie: Ranunculaceae
- Robinie (Robinia pseudoacacia) - Familie: Fabaceae
- Rohrkolben, Breitblättriger (Typha latifolia) - Familie: Typhaceae
- Rohrkolben, Schmalblättriger (Typha angustifolia) - Familie: Typhaceae
- Rohrkolben, Shuttleworths (Typha shuttleworthii) - Familie: Typhaceae
- Rohrkolben, Zwerg- (Typha minima) - Familie:Typhaceae
- Rollfarn, Krauser (Cryptogramma crispa) - Familie: Adiantaceae
- Rose, Alpen- (Rosa pendulina) - Familie: Rosaceae
- Rose, Apfel- (Rosa villosa) - Familie:Rosaceae
- Rose, Bibernell- (Rosa spinosissima) - Familie: Rosaceae
- Rose, Bündner (Rosa rhaetica) - Familie:Rosaceae
- Rose, Duftarme (Rosa inodora) - Familie: Rosaceae
- Rose, Essig- (Rosa gallica) - Familie: Rosaceae
- Rose, Feld- (Rosa agrestis) - Familie: Rosaceae
- Rose, Filz- (Rosa tomentosa) - Familie:Rosaceae
- Rose, Flaum- (Rosa tomentella) - Familie:Rosaceae
- Rose, Griffel- (Rosa stylosa) - Familie: Rosaceae
- Rose, Hecken- (Rosa corymbifera) - Familie: Rosaceae
- Rose, Hunds- (Rosa canina) - Familie: Rosaceae
- Rose, Kartoffel- (Rosa rugosa) - Familie: Rosaceae
- Rose, Keilblättrige (Rosa elliptica) - Familie: Rosaceae
- Rose, Kleinblütige (Rosa micrantha) - Familie: Rosaceae
- Rose, Kriechende (Rosa arvensis) - Familie: Rosaceae
- Rose, Lederblättrige (Rosa caesia) - Familie:Rosaceae
- Rose, Raublättrige (Rosa jundzillii) - Familie: Rosaceae
- Rose, Rotblättrige (Rosa glauca) - Familie: Rosaceae
- Rose, Samt- (Rosa sherardii) - Familie:Rosaceae
- Rose, Tannen- (Rosa abietina) - Familie:Rosaceae
- Rose, Vogesen- (Rosa dumalis) - Familie:Rosaceae
- Rose, Weiche (Rosa mollis) - Familie:Rosaceae
- Rose, Wein- (Rosa rubiginosa) - Familie: Rosaceae
- Rose, Zimt- (Rosa majalis) - Familie: Rosaceae
- Rosenwurz (Rhodiola rosea) - Familie: Crassulaceae
- Rosmarinheide (Andromeda polifolia) - Familie: Ericaceae
- Rosskastanie, Gewöhnliche (Aesculus hippocastanum) - Familie: Hippocastanaceae
- Rosskümmel (Laser trilobum) - Familie: Apiaceae
- Roßminze, Bastard- (Mentha × rotundifolia (Mentha longifolia × M. suaveolens)) - Familie:Lamiaceae
- Rübe (Beta vulgaris) - Familie: Chenopodiaceae
- Ruchgras, Alpen- (Anthoxanthum alpinum) - Familie:Poaceae
- Ruchgras, Gewöhnliches (Anthoxanthum odoratum) - Familie:Poaceae
- Ruchgras, Grannen- (Anthoxanthum aristatum) - Familie: Poaceae
- Ruhrkraut, Gelbweißes Schein- (Pseudognaphalium luteoalbum) - Familie: Asteraceae
- Ruhrkraut, Hoppes (Gnaphalium hoppeanum) - Familie: Asteraceae
- Ruhrkraut, Norwegisches (Gnaphalium norvegicum) - Familie: Asteraceae
- Ruhrkraut, Sumpf- (Gnaphalium uliginosum) - Familie: Asteraceae
- Ruhrkraut, Wald- (Gnaphalium sylvaticum) - Familie: Asteraceae
- Ruhrkraut, Zwerg- (Gnaphalium supinum) - Familie: Asteraceae
- Ruprechtsfarn (Gymnocarpium robertianum) - Familie: Dryopteridaceae